# Trofeo Ciudad de Linares 2013
El Trofeo Ciudad de Linares 2013 es la IV Edición del Trofeo Ciudad de Linares, en España. Es un torneo de baloncesto en el que participan tres equipos juniors de equipos ACB y el equipo anfitrión, el C.B. Linares.
Los partidos se jugarán como en las anteriores ediciones, en el Pabellón Julián Jiménez Serrano.

## Sistema de competición
El torneo consta de dos semifinales, que enfrentarán a Unicaja y Linares y a Estudiantes y Joventut. Los ganadores se batirán en la final y los perdedores pelearán por el tercer y cuarto puesto.

## Cuadro
|  | Semifinal         | Semifinal      |    |               | Final             | Final |  |
|  |                   |                |    |               |                   |       |  |
|  |                   |                |    |               |                   |       |  |
|  | 27 de febrero     |                |    |               |                   |       |  |
|  | C.B. Linares      | 43             |    |               |                   |       |  |
|  | 'Unicaja S.D.     | 93             |    |               |                   |       |  |
|  |                   |                |    |               |                   |       |  |
|  |                   |                |    |               | 28 de febrero     |       |  |
|  |                   |                |    |               | Unicaja S.D.      | 73    |  |
|  |                   | FIATC Joventut | 69 |               |                   |       |  |
|  |                   |                |    |               |                   |       |  |
|  |                   |                |    |               |                   |       |  |
|  |                   |                |    |               | 3º y 4º Puesto    |       |  |
|  | 27 de febrero     | 27 de febrero  |    | 28 de febrero | 28 de febrero     |       |  |
|  | FIATC Joventut    | 81             |    | C.B. Linares  | 53                |       |  |
|  | Asefa Estudiantes | 74             |    |               | Asefa Estudiantes | 107   |  |

### Semifinales
| 27 de febrero | C.B. Linares            | 43–93                   | Unicaja S.D.            |                                                    |
| 18:00         | Parciales: 31-34, 12-59 | Parciales: 31-34, 12-59 | Parciales: 31-34, 12-59 |                                                    |
|               |                         |                         |                         | Pabellón: Pabellón Julián Jiménez Serrano, Linares |

| 27 de febrero | FIATC Joventut                                      | 81–74                                 | Asefa Estudiantes                     |                                                    |  |
| 20:30         | Parciales: 25-14, 22-19, 18-14, 16-24               | Parciales: 25-14, 22-19, 18-14, 16-24 | Parciales: 25-14, 22-19, 18-14, 16-24 |                                                    |  |
|               | Estadísticas Alberto Abalde Díaz y David Iriarte 15 | Pts                                   | Estadísticas Ander Martínez 19        | Pabellón: Pabellón Julián Jiménez Serrano, Linares |  |

### Final
| 28 de febrero | Unicaja S.D.                                               | 73–69                                | FIATC Joventut                       |                                                                                              |  |
| 10:30         | Parciales: 18-26, 20-19, 12-2, 23-22                       | Parciales: 18-26, 20-19, 12-2, 23-22 | Parciales: 18-26, 20-19, 12-2, 23-22 |                                                                                              |  |
|               | Estadísticas Rubén Guerrero Pino 12 Rubén Guerrero Pino 10 | Pts Reb                              |                                      | Pabellón: Pabellón Julián Jiménez Serrano, Linares Asistencia: 700 espectadores espectadores |  |

### 3º y 4º Puesto
| 28 de febrero | C.B. Linares                   | 53–107                  | Asefa Estudiantes                |                                                    |  |
| 12:30         | Parciales: 22-50, 31-57        | Parciales: 22-50, 31-57 | Parciales: 22-50, 31-57          |                                                    |  |
|               | Estadísticas Andrés Ordóñez 16 | Pts                     | Estadísticas Nicolás Bermúdez 24 | Pabellón: Pabellón Julián Jiménez Serrano, Linares |  |

## Jugadores destacados
- Adrián García Fernández (C.B. Linares)
- Rubén Guerrero Pino (Unicaja S.D.) y M.V.P. del torneo.
- Kenan Karahodzic (Unicaja S.D.)
- David Iriarte Urdain (FIATC Joventut)
- Edgar González Bauzà (FIATC Joventut)
- Alberto Abalde Díaz (FIATC Joventut)
- Juan Alberto Hernangómez (Asefa Estudiantes)
- Nicolás Bermúdez de Castro (Asefa Estudiantes)
- Stefan Djurasinovic (Asefa Estudiantes)

- Datos: Q16642869